# Twierdzenia Tissota
Twierdzenia Tissota - twierdzenia teorii zniekształceń odwzorowawczych sformułowane przez francuskiego kartografa Nicolas Auguste Tissot'a. 
Twierdzenie I  (dot. siatek ortogonalnych) - w dowolnym odwzorowaniu jednej powierzchni na drugą istnieje zawsze przynajmniej jedna (jeśli jest to powierzchnia regularna) albo tylko jedna (jeśli jest to powierzchnia nieregularna) siatka ortogonalna (kiedy południki z równoleżnikami tworzą kąty proste) na powierzchni oryginału (kuli ziemskiej), której obraz na powierzchni obrazu (powierzchni odwzorowania) jest również siatką ortogonalną.
Twierdzenie II (dot. elipsy zniekształceń) - w regularnym odwzorowaniu jednej powierzchni na drugą zniekształcenia odwzorowawcze długości we wszystkich kierunkach wychodzących z danego punktu można przedstawić w postaci elipsy, której półosie odzwierciedlają maksymalne zniekształcenia w kierunkach głównych (tzn. w kierunku południków i równoleżników).